# Широкая улица (Пушкин)
Широ́кая улица — улица в городе Пушкине (Пушкинский район Санкт-Петербурга). Проходит от Октябрьского бульвара до Привокзальной площади.
Улица была проложена в конце 1830-х — начале 1840-х годов, одновременно с Софийским бульваром (ныне один из лучей, отходящих от здания вокзала). Улица была шире других, поэтому она получила название Широкая.
4 сентября 1919 года Широкая улица была переименована в улицу Ленина — в честь В. И. Ленина. 7 июля 1993 года историческое название было возвращено.
Чётную сторону Широкой улицы занимают жилые дома, построенные в конце 1950-х — начале 1960-х годов, с небольшими палисадниками. На нечётной стороне два дома и Детский парк площадью 3,3 гектара. Единственный дореволюционный дом — № 1/36 (на углу с Октябрьским бульваром).